# شهرستان تومسکی
شهرستان تومسکی (به لاتین: Tomsky District) یک شهرستان در روسیه است که در استان تومسک واقع شده‌است.